# Alessandro Fancellu
Alessandro Fancellu (ur. 24 kwietnia 2000 w Como) – włoski kolarz szosowy.

## Osiągnięcia
Opracowano na podstawie:
2018
- 3. miejsce w mistrzostwach świata juniorów (start wspólny)

2020
- 3. miejsce w Tour of Antalya

## Rankingi
| Rok             | 2020 | 2021 | 2022 | 2023  | 2024 |
| --------------- | ---- | ---- | ---- | ----- | ---- |
| World Ranking   | 520. | -    | 800. | 2402. | 864. |
| UCI Europe Tour | 427. | -    | 603. | -     | -    |
|                 |      |      |      |       |      |
| Źródło: UCI     |      |      |      |       |      |